# Cardium (geslacht)
Cardium is een geslacht van tweekleppige weekdieren, dat fossiel bekend is vanaf het Trias. Tegenwoordig bestaan er nog diverse soorten van dit geslacht.

## Beschrijving
Deze tweekleppige heeft een schelp met een bijna ronde omtrek. Hij bezit twee gelijke, bolle kleppen met gekartelde schelpranden, een iets gebogen spits, een heterodont slot en een gebogen slotrand. Er zijn radiale ribben waarop stekels, knobbels of schubben kunnen staan. De lengte van de schelp bedraagt circa 2,5 tot vijf centimeter.

## Soorten
- Cardium costatum Linnaeus, 1758
- Cardium indicum Lamarck, 1819
- Cardium maxicostatum Ter Poorten, 2007